# All The Lovers
All the Lovers —en català: «Tots els amants»— és una cançó electropop - synthpop de la cantant australiana Kylie Minogue. És el primer senzill del seu onzè àlbum, Aphrodite.
Va ser escrita amb Kish Mauve en els últims dies d'enregistrament d'Aphrodite i va ser mesclat per Stuart Price. Minogue va triar la cançó com a primer senzill perquè sentia que era un reflex de l'energia d'Aphrodite. Les seves lletres són una invitació a la pista de ball, encara que en realitat fa referència la longevitat de la trajectòria de Minogue.

## Història
All the Lovers va ser anunciada el 20 d'abril de 2010 com el primer senzill oficial d'Aphrodite. A l'anunci publicat per YouTube, es van presentar trenta segons de la cançó. El seu llançament es va fer el 28 de juny de 2010, una setmana abans de la publicació de l'àlbum. El nombre de visitants va causar que el lloc de Minogue col·lapsés temporalment. All the Lovers és una de les últimes cançons gravades durant les sessions de l'àlbum. La cançó va ser composta per Jim Eliot i Mima Stilwell de la banda anglesa Kish Mauve (prèviament compositors de «2 Hearts») i produïda per Eliot i Stuart Price. La cançó és una versió més moderna, diferent i carregada musicalment que "I Believe in You". La cançó va tenir presentació avançada el 14 de maig de 2010. La descàrrega digital va començar el 13 de juny amb el llançament posterior en físic per al 28 de juny de 2010.
La cançó va ser estrenada a les principals ràdios el 14 de maig de 2010 de Regne Unit i Espanya. La cançó es va estrenar a Nord Amèrica a CKZZ-FM "Virgin Radio 953", una emissora de ràdio de Vancouver al Canadà, poc abans que la cançó debutés a la BBC Radio 1. La cançó va ser llançada a YouTube el 13 de maig de 2010.
La cançó està al lloc número 3 de les millors cançons del 2010 segons la revista Billboard 2010 In Music, la cançó Get Outta My Way de la mateixa artista també apareix però al lloc número 28.

## Crítica
All the Lovers va ser ben rebuda pels crítics contemporanis, que van elogiar el seu himne ballable, considerant-ho com un senzill clàssic de Minogue. El vídeo musical d'All the Lovers, dirigit per Joseph Kahn, presenta la cantant enmig d'un flashmob de persones vestides amb roba interior blanca. Va ser inspirada per les instal·lacions artístiques de Spencer Tunick i la deessa grega Afrodita. Ha rebut crítiques positives, lloant-ne l'estètica i la imatge.

## Reconeixements
La cançó va ser estrenada a les principals ràdios el 14 de maig de 2010. La cançó va arribar a ocupar el top 5 i 10 a diversos països europeus. La cançó va ser presentada en viu en diferents espectacles televisius, incloent la cinquena sessió de Germany's Next Topmodel.
La revista nord-americana Entertainment Weekly, va nomenar «All the Lovers» com la millor cançó de 2010, a la llista de les millors i pitjors cançons de 2010. En aquesta llista, figura la cançó «Cupid Boy», també del disc Aphrodite, en la posició 7 de les millors cançons. La cançó està al lloc número 3 de les millors cançons del 2010 segons la revista Billboard 2010 In Music, la cançó Get Outta My Way de la mateixa artista també apareix però al lloc número 28. També és la cançó de l'any segons Popjustice; a més Kylie apareix com el millor comeback. A més va ser guanyador dels Virgin Media Music Awards a la categoria "Millor Senzill".